# 와카이 유우키
와카이 유우키(일본어: 若井 友希 わかい ゆうき[*], 1995년 10월 30일 ~ )는 일본의 성우이다. 기후현 출신. 81프로듀스 소속. i☆Ris의 구성원이다.

## 같이 보기
- i☆Ris